# Wave Gods
Wave Gods è il ventesimo mixtape del rapper marocchino-statunitense French Montana, pubblicato il 19 febbraio 2016 dalle etichette Coke Boys, Bad Boy Records e Maybach Music Group.
L'hosting del mixtape è di Max B, storico collaboratore di French Montana, e include collaborazioni con Future, Kanye West, Nas, Travis Scott, Big Sean, Chris Brown, Quavo, Belly, Kodak Black, Puff Daddy, Jadakiss, Chinx e ASAP Rocky.
Le produzioni sono invece affidate a AK47, Ben Billions, Black Metaphor, DJ Khalil, Harry Fraud, Jayze, Key Wane, London on da Track, Metro Boomin, Rick Steel, Southside, Tariq Beats, The Mekanics, Trakformaz e Wess.

## Tracce
1. Wave Gods (Intro) (feat. Chris Brown) – 2:26 (musica: Harry Fraud, The Mekanics & AK47)
2. Miley Cyrus (feat. Future) – 4:20 (musica: The Mekanics & Tariq Beats)
3. Sanctuary Part II – 5:17 (musica: Black Metaphor)
4. Figure It Out (feat. Kanye West & Nas) – 4:00 (musica: DJ Khalil & Rick Steel)
5. Man of My City (feat. Travis Scott & Big Sean) – 3:22 (musica: Metro Boomin & Southside)
6. Max B Interlude – 1:42
7. Holy Moly – 3:00 (musica: Key Wane)
8. Groupie Love (feat. Quavo) – 4:13 (musica: London on da Track)
9. Jackson 5 (feat. Belly) – 3:47 (musica: The Mekanics, Jayze & Wess)
10. Lockjaw (feat. Kodak Black) – 3:48 (musica: Ben Billions)
11. Puff Interlude – 1:16
12. Old Man Wildin' (feat. Puff Daddy & Jadakiss) – 3:07 (musica: 88-Keys)
13. All Over (feat. Chinx) – 3:17 (musica: Arizona Slim & Chize)
14. Off the Rip (Remix) (feat. ASAP Rocky & Chinx) – 3:55 (musica: Trakformaz)

### Campionamenti
- Wave Gods (Intro) campiona Bad Company dei Bad Company, estratta da Bad Company del 1973[3].
- Miley Cyrus campiona More Than You Thought di Flume, estratta da Flume del 2012[4].
- Sanctuary Part II campiona Sanctuary di Hikaru Utada, estratta da This Is The One del 2005[5].
- Figure It Out campiona Montréal Love Song dei We Are The Take, estratta da We Are The Take EP del 2009[6].
- Jackson 5 campiona Who’s Lovin’ You dei The Jackson 5, estratta da Diana Ross Presents the Jackson 5 del 1969[7].